# پسر نپتون
پسر نپتون (به انگلیسی: The Son of Neptune) جلد دوم مجموعه قهرمانان المپ اثر ریک ریوردن است و در ۴ اکتبر ۲۰۱۱ توسط انتشارت دیزنی منتشر شده است.
داستان این کتاب در ادامه ماجرای کتاب قبل یعنی "قهرمان گمشده" است.
این جلد از قهرمانان المپ بیشتر پیرامون "پرسی جکسون" و هازل است.
در این کتاب، به کمپ ژوپیتر، کمپ رومی برای نیمه خدایان رومی می رویم. جایی که پرسی به آن می رود در حالیکه حافظه اش را از دست داده است و از زندگی قبلی اش فقط یک کلمه به یاد می آورد:آنابث
او به آلاسکا می رود. جایی که ناتانوس، غول مرگ زندانی شده و غول دیگری بیدار شده است. او به همراه فرانك ژانگ ، پسر مارس ، هازل لوسک، دختر پلوتو سفر می کند تا با خطراتی که پیش و روست دست و پنجه نرم کند.